# We Have Arrived
We Have Arrived (с англ. — «Мы прибыли») — дебютный студийный альбом американской трэш-метал-группы Dark Angel, выпущенный 1 марта 1985 года.

## Список композиций
| №                   | Название                         | Перевод названия            | Длительность |
| ------------------- | -------------------------------- | --------------------------- | ------------ |
| 1.                  | «We Have Arrived»                | «Мы прибыли»                | 4:07         |
| 2.                  | «Merciless Death»                | «Безжалостная смерть»       | 4:28         |
| 3.                  | «Falling from the Sky»           | «Падение с небес»           | 4:23         |
| 4.                  | «Welcome to the Slaughter House» | «Добро пожаловать на бойню» | 5:23         |
| 5.                  | «No Tomorrow»                    | «Никакого завтра»           | 6:31         |
| 6.                  | «Hell’s on Its Knees»            | «Ад на коленях»             | 4:14         |
| 7.                  | «Vendetta»                       | «Вендетта»                  | 4:27         |
| Общая длительность: | Общая длительность:              | Общая длительность:         | 33:33        |

## Участники записи
Dark Angel:
- Дон Доти — вокал
- Джим Дёркин — гитара
- Эрик Мейер — гитара
- Роб Ян — бас-гитара
- Джек Шварц — ударные

Технический персонал:
- Д. Т. Ричардс — исполнительный продюсер
- Кен Пэрри — мастеринг
- Син Роджерс — обложка